# پاول بورکیل
پاول بورکیل (انگلیسی: Paul Burchill؛ زادهٔ ۸ اکتبر ۱۹۷۹) کشتی‌گیر کشتی حرفه‌ای اهل بریتانیا است.